# Avioccala
Avioccala (łac. Diocesis Avioccalensis) – stolica historycznej diecezji w Cesarstwie rzymskim w prowincji Afryka Prokonsularna, sufragania metropolii Kartagina. Współcześnie w Tunezji. Obecnie katolickie biskupstwo tytularne.

## Biskupi tytularni
| Lp. | Biskup                  | Funkcja                                          | Od                | Do                   |
| --- | ----------------------- | ------------------------------------------------ | ----------------- | -------------------- |
| 1   | Antonio Kühner y Kühner | biskup-prałat Tarmy (Boliwia)                    | 30 września 1964  | 29 listopada 1977    |
| 2   | Hendrik Bomers          | wikariusz apostolski Gimma (Etiopia)             | 17 grudnia 1977   | 19 października 1983 |
| 3   | Robert Carlson          | biskup pomocniczy Saint Paul i Minneapolis (USA) | 19 listopada 1983 | 13 stycznia 1994     |
| 4   | Philip Lasap Za Hawng   | biskup pomocniczy Myitkyina (Mjanma)             | 20 grudnia 1993   | 3 kwietnia 1998      |
| 5   | Lucien Fischer          | wikariusz apostolski Saint Pierre i Miquelon     | 17 lutego 2000    |                      |